# アセチレンジカルボン酸デカルボキシラーゼ
アセチレンジカルボン酸デカルボキシラーゼ(Acetylenedicarboxylate decarboxylase,EC 4.1.1.78)は、以下の化学反応を触媒する酵素である。
アセチレンジカルボン酸 + 水 {\displaystyle \rightleftharpoons } ピルビン酸 + 二酸化炭素
従って、この酵素の2つの基質はアセチレンジカルボン酸と水、2つの生成物はピルビン酸と二酸化炭素である。
この酵素は、リアーゼ、特に炭素-炭素結合を切断するカルボキシリアーゼに分類される。ピルビン酸代謝に関与している。